# اورسلا کونزیت
اورسلا کونزیت (انگلیسی: Ursula Konzett؛ زادهٔ ۱۶ نوامبر ۱۹۵۹) اسکی‌باز آلپاین اهل لیختن‌اشتاین است.